# Santa Eugènia de Relat
Santa Eugènia de Relat és una entitat de població que s'incorpora al municipi d'Avinyó l'any 1836, és a uns 3 km al nord del poble d'Avinyó en direcció a Sant Feliu Sasserra, al Bages, a l'esquerra de la riera de Relat. El poble és al voltant de l'església que li dona nom, refeta al segle xvii, de la primitiva romànica només resta el campanar quadrat, modificat, amb una línia d'arcuacions llombardes. L'església romànica de Sant Marçal de Relat és una antiga parròquia rural sufragània de Santa Eugènia de Relat. L'església està protegida com a bé cultural d'interès local.

## Església de Santa Eugènia de Relat
L'església de Santa Eugènia de Relat és un edifici religiós del municipi d'Avinyó protegida com a bé cultural d'interès local. És una església inicialment romànica construïda al segle xi de la qual només se'n conserva el campanar situat a l'angle sud-est de la nau actual. Es tracta d'una església d'una sola nau a la qual es varen obrir capelles laterals i una sagristia al sector de ponent. En aquest sector l'església té adossada una masia. La porta d'accés és al peu de l'església i és del segle xvii, construïda quan s'erigí la nova església amb nau barroca i es canvia totalment l'orientació de l'edifici romànic. L'interior és totalment arrebossat i el presbiteri conserva un altar neoclàssic molt senzill. (amb la data 1886). A la capella del Santíssim es conserven unes pintures murals que representen la flagel·lació, del segle xvii.
El campanar és una robusta torre quadrada que, fins a la restauració de 1979 i 1980, tenia les obertures tapiades, lo qual li conferia un aspecte de torre de defensa. Al primer pis i a cada cara (excepte la de ponent), s'obre un finestral d'arc de mig punt adovellat. Al segon pis les finestres, refetes en la restauració, s'obren als murs de llevant i ponent i són finestres geminades amb petites dovelles que fan l'arc de mig punt. al cim del campanar hi ha tres pilars per cada sobre els quals reposa l'embigat que aguanta la teulada a quatre vessants.
L'església de Santa Eugènia de Relat pertanyia originàriament al terme del castell d'Oristà i molt aviat adquirí la categoria de parròquia que ha conservat fins avui. El lloc fou propietat del monestir de Santa Maria de Ripoll car en el segle x o començaments del segle xi la família de Lluçà, propietària del lloc, la cedí al monestir esmentat juntament amb la veïna de Sant Marçal. Al segle xviii, després d'un llarg plet entre l'abat de Ripoll i el bisbat de Vic l'església de Relat passà a dependre definitivament de la seu vigatana. El 1680 es construí una nova nau barroca amb capelles laterals, variant l'orientació inicial, i el 1895 s'hi afegí la capella del Santíssim.